# باگرات آساتریان
باگرات آساتریان (ارمنی: Բագրատ Արտաշեսի Ասատրյան؛ زادهٔ ۲ فوریهٔ ۱۹۵۶) اقتصاددان، سیاست‌مدار و کارمند بانک اهل ارمنستان است. وی نماینده دوره اول مجلس ملی جمهوری ارمنستان بوده‌است.
وی برنده جوایزی همچون مدال یادبود نخست‌وزیر ارمنستان شده است.